# Randrup
 For alternative betydninger, se Randrup (flertydig). (Se også artikler, som begynder med Randrup)
Randrup er en hovedgård i Vinkel Sogn beliggende lige øst for Nørreå, i det tidligere Middelsom Herred, nu i 	Viborg Kommune.
Gårdens historie går tilbage til 1300-tallet, hvor den ejedes af Hvideslægten. Hovedbygningen der er fra 1847-48, er i en etage over høj kælder, og med to frontispicer;  avlsbygningerne er nyere, da der var brand  i 1914.
|  | Denne artikel om en bygning eller et bygningsværk kan blive bedre, hvis der indsættes et (bedre) billede. Du kan hjælpe ved at afsøge Wikimedia Commons for et passende billede eller lægge et op på Wikimedia Commons med en af de tilladte licenser og indsætte det i artiklen. |

56°25′1″N 9°28′9″Ø / 56.41694°N 9.46917°Ø